# Helmut Maurer (Fußballspieler)
Helmut „Hömerl“ Maurer (* 7. November 1945 in Wien) ist ein ehemaliger österreichischer Fußball-Nationalspieler.

## Karriere
Helmut Maurer begann seine Karriere beim Nachwuchs des SK Rapid Wien, ging jedoch zum SC Red Star Wien, von dem er 1967 zum ASV Wienerberg kam. Mit den Favoritnern schaffte der Tormann 1969 den Wiederaufstieg in die zweitklassige Regionalliga Ost, von der er ein Jahr später vom 1. Simmeringer SC geholt wurde. Nach dem Aufstieg der Simmeringer in die Nationalliga konnte sich Helmut Maurer als Stammtormann in der höchsten österreichischen Liga 1973/74 etablieren und wurde nach Abschluss der Saison von Rapid Wien engagiert. 
Insgesamt zwei Saisonen lang hütete Helmut Maurer das Tor des österreichischen Rekordmeisters; größter Erfolg in dieser Zeit war der ÖFB-Cupsieg über die SSW Innsbruck 1976. Er selbst kam nach einer Achillessehnenverletzung Herbert Rettensteiners im Vorfeld eines Länderspiels auch zu einem Einsatz in der österreichischen Nationalmannschaft, beim 1:0-Sieg über Ungarn am 28. September 1974 ließ er keinen Gegentreffer zu. Zum Ende seiner Profikarriere spielte Helmut Maurer wieder bei Simmering in der Zweiten Division. Insgesamt kann er auf 69 Erstligaspiele zurückblicken. 

## Erfolge
- 1-mal Österreichischer Cupsieger: 1976
- 1-mal Österreichischer Zweitligameister: 1973 (Regionalliga)
- 1 Spiel für die österreichische Fußballnationalmannschaft 1974

| Personendaten    | Personendaten                            |
| ---------------- | ---------------------------------------- |
| NAME             | Maurer, Helmut                           |
| ALTERNATIVNAMEN  | Maurer, Hömerl (Spitzname)               |
| KURZBESCHREIBUNG | österreichischer Fußball-Nationalspieler |
| GEBURTSDATUM     | 7. November 1945                         |
| GEBURTSORT       | Wien                                     |